# 서울동작초등학교
서울동작초등학교는 대한민국 서울특별시 동작구 사당동에 있는 공립 초등학교이다.

## 연혁
- 1982년 7월 7일: 서울동작국민학교 설립 인가
- 1982년 7월 20일: 초대 교장 설상률 취임
- 1983년 2월 19일: 분리 아동 인수 1,426명 (남성342명,방배763명,반포321명) 24학급 편성
- 1983년 3월 1일: 33학급 편성 (1~4학년)
- 1983년 4월 6일: 서울동작국민학교 개교
- 1984년 3월 1일: 40학급 편성
- 1985년 12월 5일: 서울동작국민학교 병설 특수학급 설치 인가(2학급)
- 1986년 2월 18일: 제1회 졸업식 501명 (남255명, 여246명)
- 1988년 9월 1일: 제2대 교장 김병렬 취임
- 1996년 3월 1일: 서울동작초등학교로 교명 변경
- 2022년 7월 7일: 개교 40주년

## 참고 자료
- 서울동작초등학교 - 한국교육학술정보원 학교알리미